# Sebenza

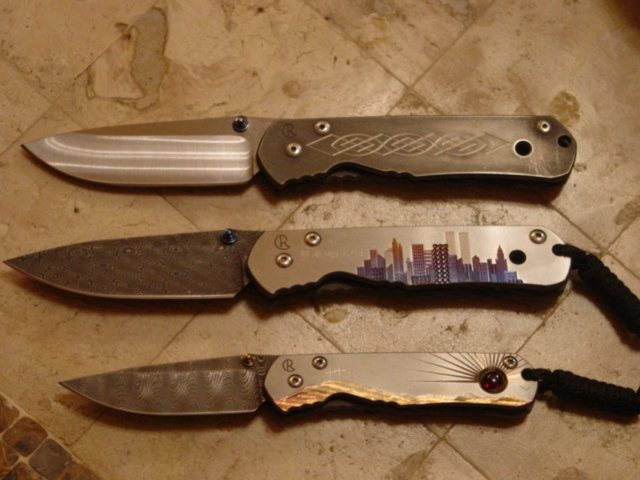
Deux Sebbies modèle regular avec lame en acier ATS-34, et en dessous un modèle small. L'un est traîté en finition simple, les autres ont lame de Damas et manche traité par anodisation et sculpté.

Le Sebenza (issu d'un dialecte zoulou, Sebenza y signifiant "travail", "œuvre") est un couteau pliant semi-industriel de type framelock fabriqué aux USA par le coutelier Chris Reeve  à Boise, État de l'Idaho.

## Description
Conçu d'un manche en deux parties en titane sablé, d'une lame en acier inoxydable (dans un premier temps du ATS-34 suivi par du BG-42, remplacés par du S30V (dureté 58-59 HRC) puis du S35VN), d'une fabrication relativement simple d'aspect, l'apparence générale et la solidité réputée de ce couteau en ont fait une référence dans le monde de la coutellerie. Le système de verrouillage est breveté et a été repris par la suite par des industriels tels que Spyderco (modèle Sage 2). Ce verrouillage consiste à ce qu'une partie du manche du couteau elle-même serve à la fois de ressort et de cran de sureté, d'où le nom du système framelock : frame = carcasse, bâti; lock : verrou.
Le choix du nom Sebenza s'explique en partie par le fait que Chris Reeve soit né en Afrique du Sud, et bien qu'exilé aux USA, en garde une certaine culture. Nombreuses sont ses productions possédant également des noms de même origine, comme le Mmandi ou le Umnunzaan.
Il a été décliné en plusieurs versions qui sont, par ordre d'apparition : 
- Classic : version classique
- Small Classic : version réduite de la version "Classic" (manche d'environ 10 centimètres)
- Regular : modification esthétique mineure de la lame et du manche
- Small Regular : version réduite de la version "Regular" (manche d'environ 10 centimètres)
- réédition de la version classique rebaptisée "Classic 2000", mention gravée du côté du clip (attache ceinture) sous la forme de "Classic MM" (M étant 1000 en numération romaine)
- nouvelle version depuis mi-2008 remplaçant les versions Classic et Regular (arrêtée en mai 2008), baptisée "Classic 21", en célébration du 21e anniversaire du couteau Sebenza. Il s'agit de nouveau de quelques modifications mineures sur les arêtes du manche permettant une meilleure fluidité lors de l'entrée et la sortie des poches, pochettes et autres rangements
- Insingo : en 2009, est apparue cette version au nom signifiant « rasoir » en zoulou, que l'esthétique de la lame rappelle avec un profil inversé dit "pied de mouton"
- une autre édition a vu le jour dans le courant de l'année 2012 pour fêter le 25e anniversaire du concept Sebenza, toujours dans la politique de préserver l'esthétique d'origine en y apportant des modifications esthétiques ou usuelles.

Aujourd'hui, les lames de Sebenza sont produites en S35VN, nuance d'acier issue de la technologie des poudres, présentée comme le successeur du S30V (adjonction de Niobium), désormais assez répandue dans la coutellerie haut de gamme.

### Apparition(s)
Ce couteau est utilisé par Tom Cruise dans le film Collatéral  de Michael Mann  (2004), dans sa version Classic (grande taille) gauchère.